# Wirbelkasten

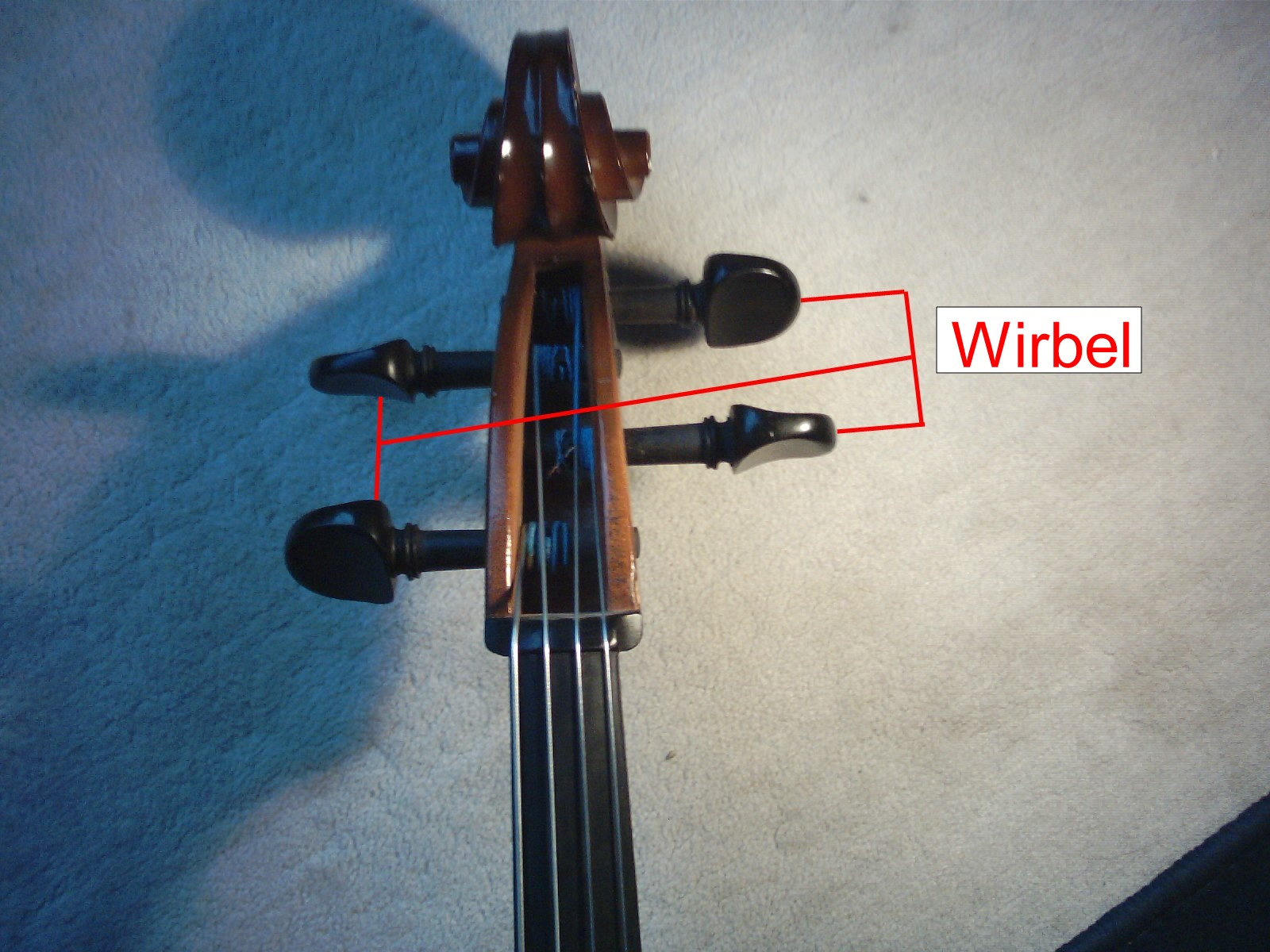
Wirbelkasten eines Violoncellos in Draufsicht

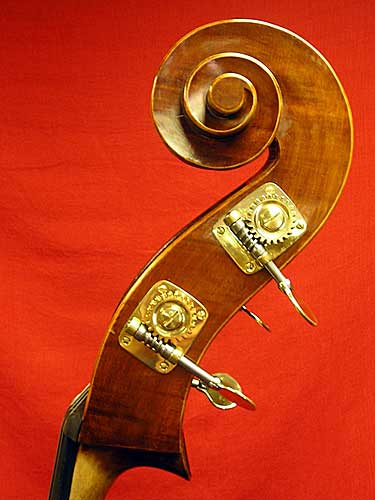
Wirbelkasten eines Kontrabasses mit Wirbelmechaniken in Seitensicht

Der Wirbelkasten ist ein Bauteil bei verschiedenen Zupf- und Streichinstrumenten, welches die Wirbel aufnimmt. Die Wirbel können dabei einfache konische Holzwirbel oder Stimmmechaniken sein.
Der Wirbelkasten befindet sich am Hals des Instruments angesetzt oder ist zusammen mit dem Hals aus einem Stück gefertigt. Er ist in der Regel gegenüber dem Hals nach hinten abgewinkelt, so dass die Saiten in einem bestimmten Winkel und mit Andruck über den Sattel gespannt sind.

## Funktionsprinzip
Der Wirbelkasten stellt eine Verbesserung des Prinzips dar, Wirbel vorder- oder seitständig in Bohrungen in der Verlängerung des Halses zu stecken, wie heute noch bei der indischen Tanpura oder der türkischen Saz. Beim Wirbelkasten werden die Wirbel durch je zwei Bohrlöcher geführt. Die Saite ist im dazwischenliegenden Bereich am Wirbel befestigt und aufgewickelt. Diese Lagerung ist stabiler und verbessert die Handhabung beim Stimmen.
Den gleichen Zweck wie der Wirbelkasten erfüllt bei Gitarren und verwandten Instrumenten die Kopfplatte (siehe dazu unten mehr). Es gibt daneben noch weitere Arten, wie die Saiten am Kopf des Instruments mit Wirbeln oder Mechaniken befestigt bzw. gestimmt werden können, etwa bei der Portugiesischen Gitarre oder bei Instrumenten aus nichteuropäischen Kulturräumen.

## Bauformen
Die grundsätzliche Form des Wirbelkastens ist die einer länglichen Kastenform mit Boden und Seitenwänden, oben offen. Der Boden kann auch fehlen, der Wirbelkasten hat dann eine Rahmen- oder Fensterform. Die Wirbel, bzw. die Stellachsen der Mechanik, befinden sich quer in dem Kasten und sind durch konische Bohrungen durch die Seiten des Wirbelkastens geführt. Die Wirbelköpfe sind meistens abwechselnd links und rechts angeordnet, wodurch mehr Platz entsteht, um sie zu drehen. Beim Fensterwirbelkasten mit Mittelsteg sind je zwei Stellachsen auf gleicher Höhe angeordnet.
Die Bauform des Wirbelkastens ist nicht zwingend an einen Instrumententyp gebunden. Gerade im Bereich der Lauten, Mandolinen und Cistern finden sich je nach Alter und Herkunft des Instruments verschiedene Ausführungen. Im Folgenden ist lediglich angegeben, welche Bauformen für welche Instrumente häufig oder typisch sind:
- Wirbelkasten mit Schnecke: Violine, Bratsche, Violoncello, Kontrabass, sowie die Viola-da-Gamba-Familie
- Trapezwirbelkasten, typischerweise relativ stark abgewinkelt: Oud, Laute
- Wirbelkasten mit geschnitztem Kopf (z. B. Menschen- oder Tierkopf): Violine, Viola da Gamba, Cister
- Wirbelkasten mit hakenförmigem Kopf, meist in eine Platte auslaufend: Barock-Mandoline, Gitarrenlaute

Der Aufsatz des Wirbelkastens, z. B. als Schnecke oder Kopf, hat eine überwiegend dekorative Funktion und nur einen geringen Einfluss auf den Klang des Instruments.

### Beispiele

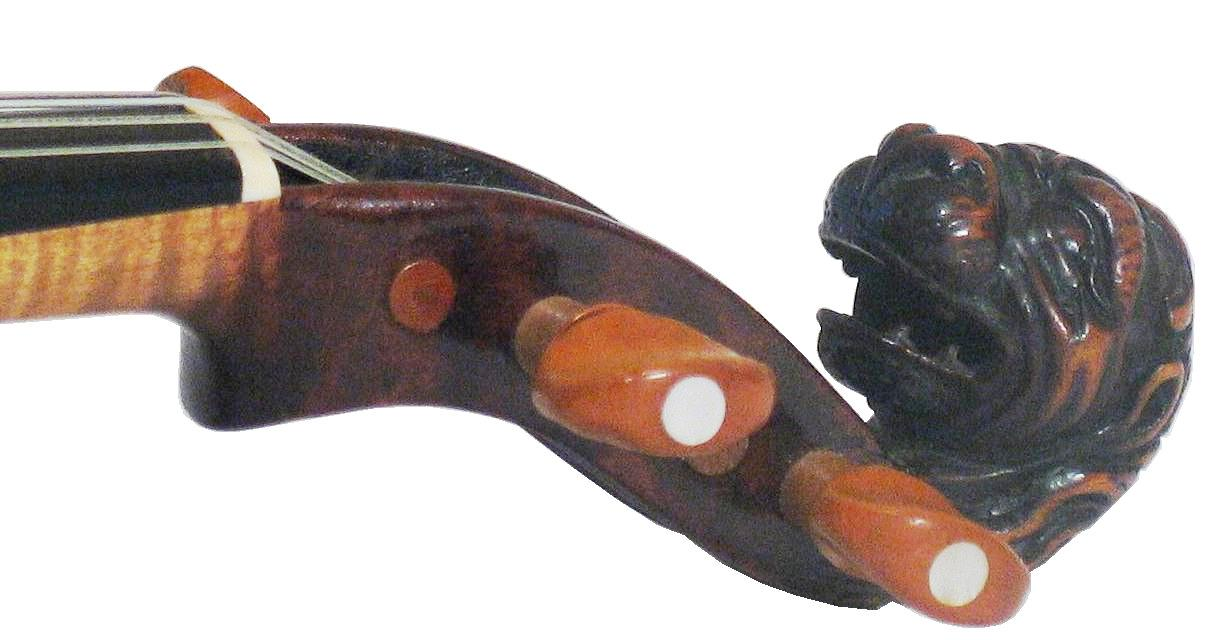
Wirbelkasten einer Violine (hier mit Löwenkopf statt Schnecke)
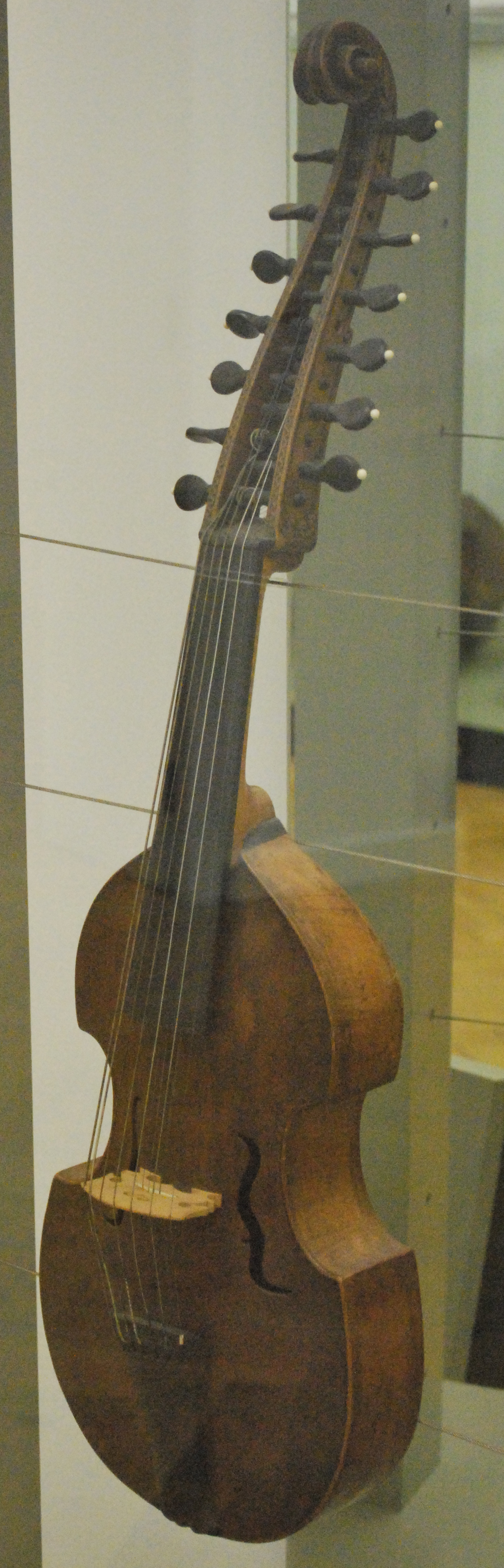
Großer Wirbelkasten für 14 Saiten an einer Viola d’amore von 1643
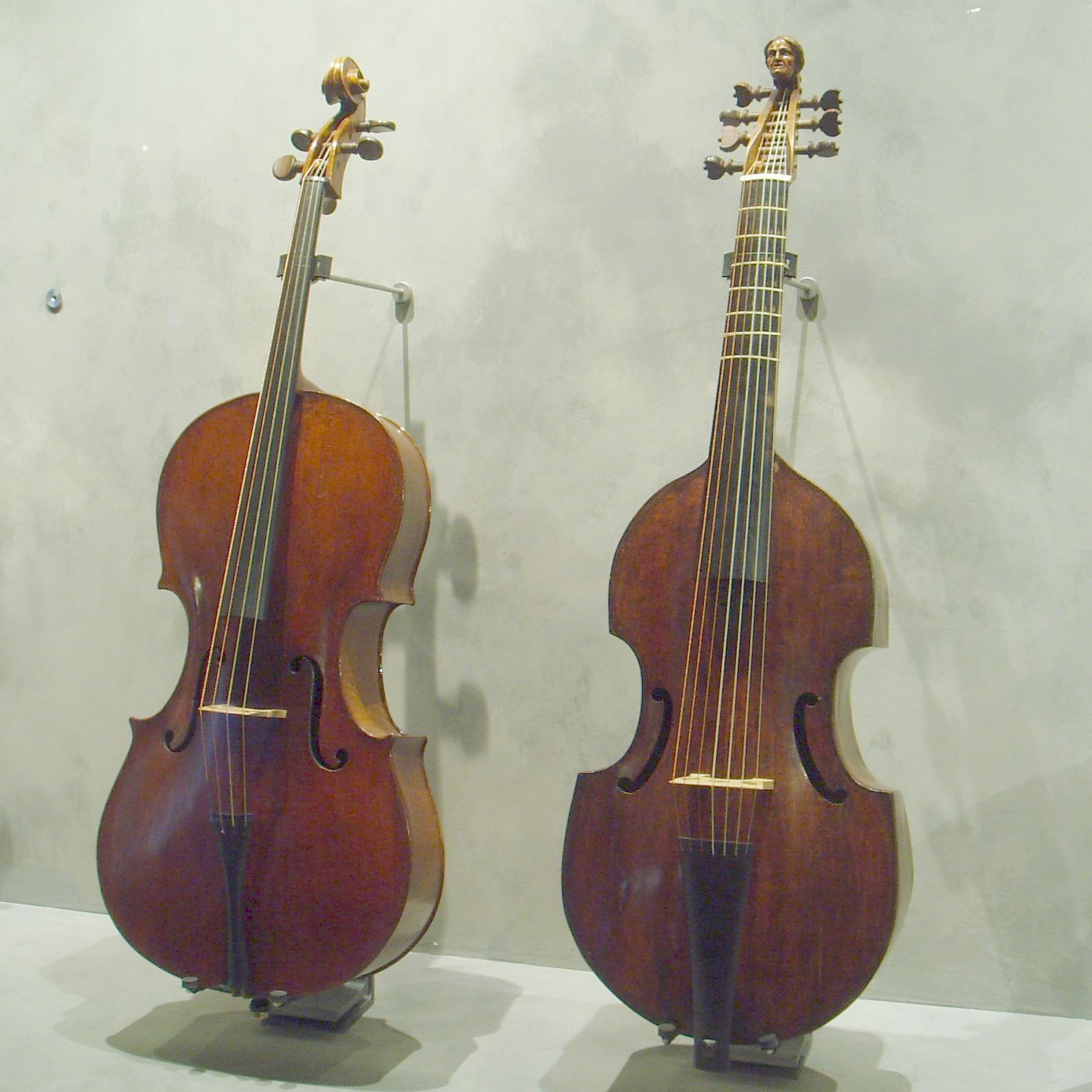
4-saitiges Cello und 7-saitige Bassviola
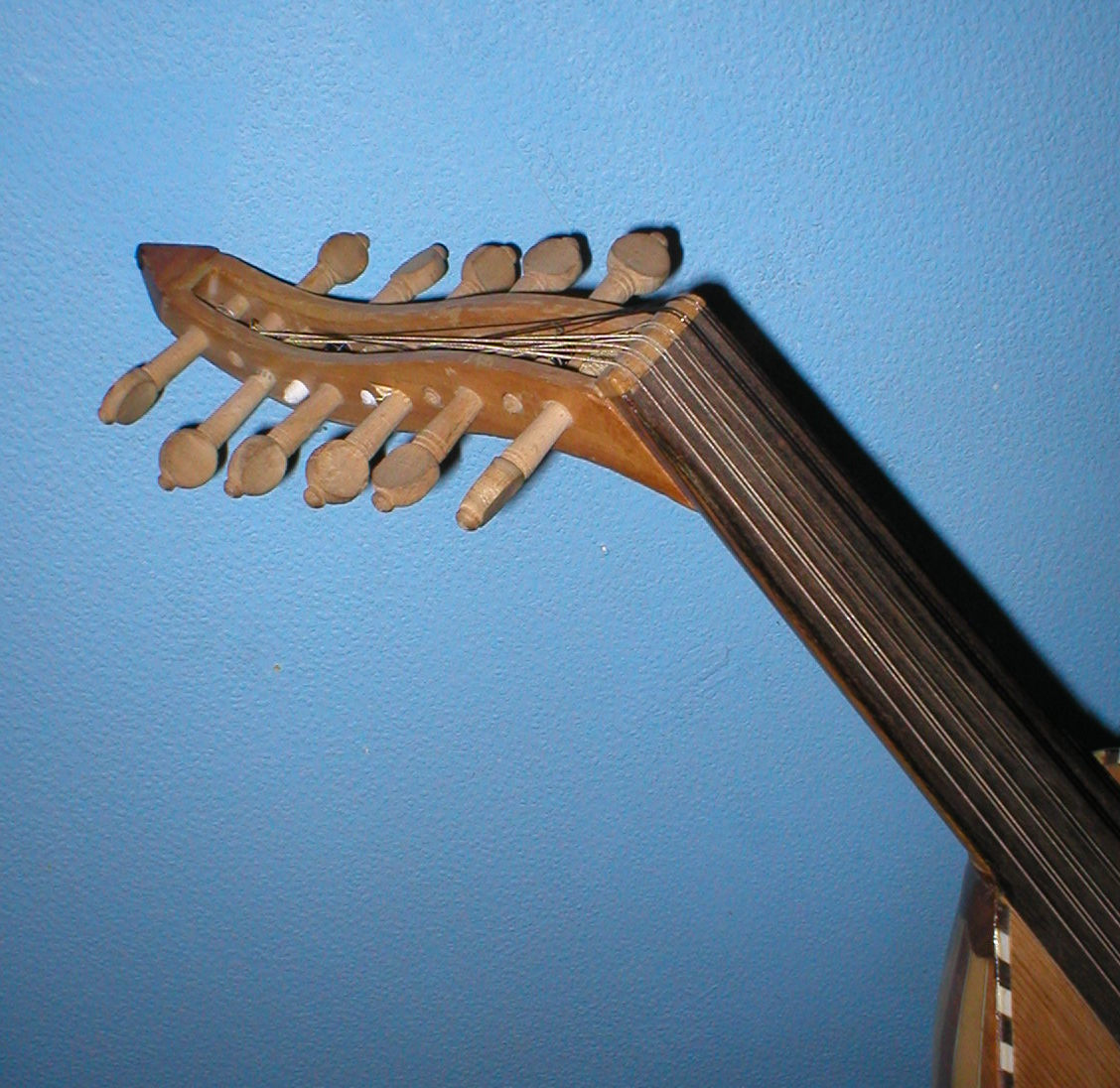
Wirbelkasten eines Oud
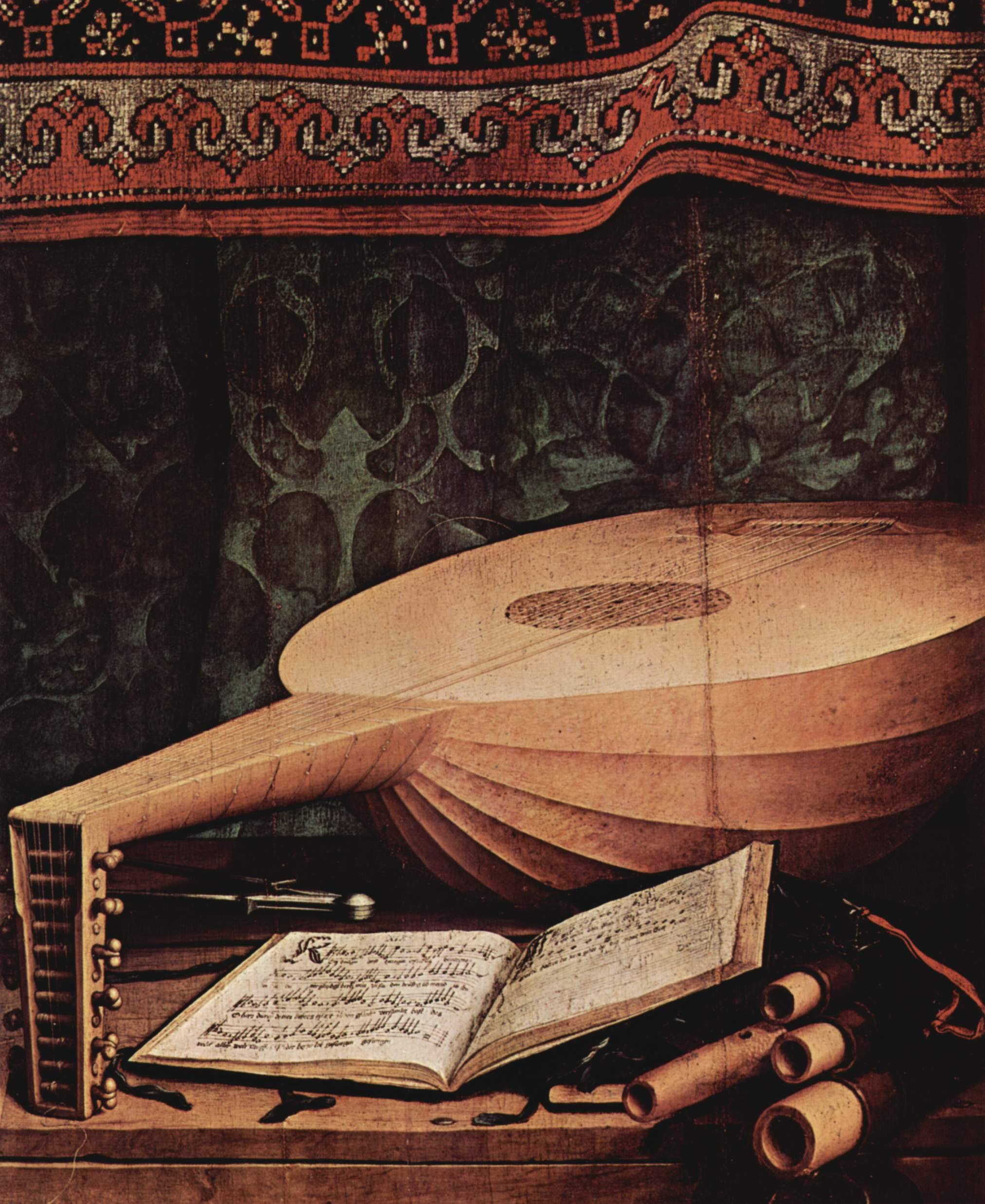
Trapezwirbelkasten einer Renaissancelaute (Knickhalslaute)
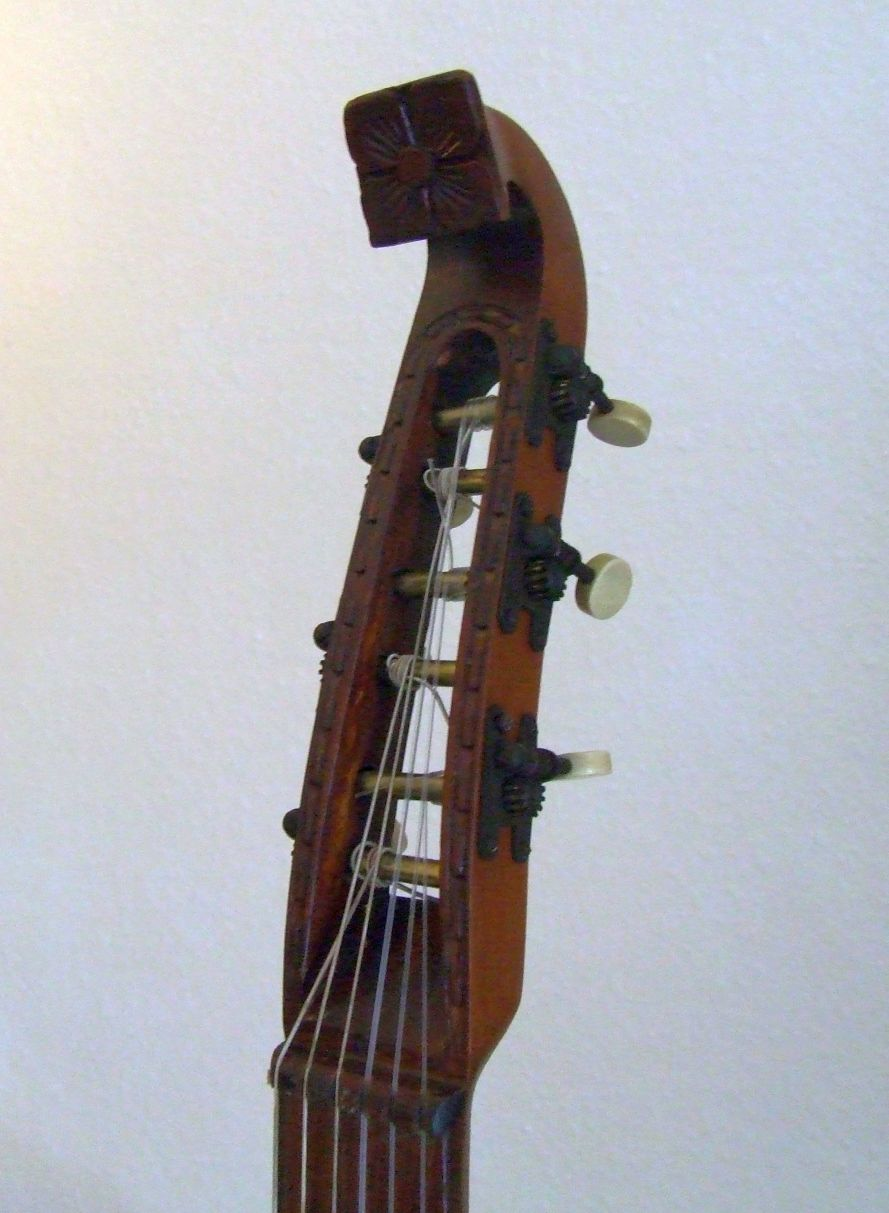
Trapezwirbelkasten mit Mechanik an einer Gitarrenlaute
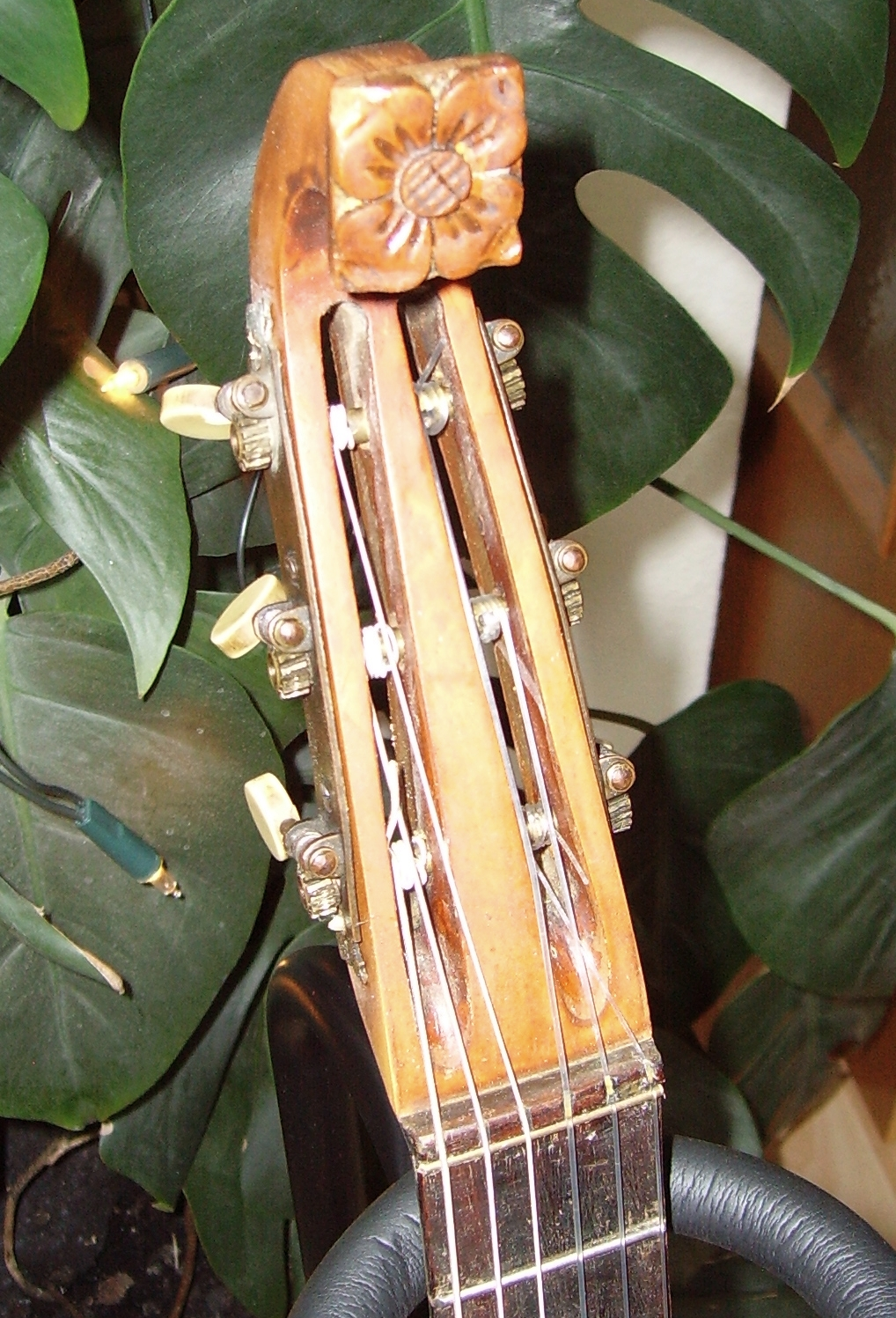
Fensterwirbelkasten mit Mechanik an einer Gitarrenlaute

## Wirbelkasten und Kopfplatte
Die flach ausgeführte Kopfplatte, wie sie bei Gitarren, Mandolas, Mandolinen, Banjos und weiteren Instrumenten zu finden ist, erfüllt zunächst den gleichen Zweck wie ein Wirbelkasten, sie dient der Befestigung der Wirbel zum Spannen und Stimmen der Saiten am Kopf des Instruments. Die flache Kopfplatte wurde unter anderem bereits bei der spanischen Vihuela eingesetzt. Auch die Fidel besaß ein ähnliches Wirbelbrett.
Vor der Erfindung der Stimmmechanik wurden die Holzwirbel von hinten durch Bohrungen in der Kopfplatte gesteckt. Als sich später die Stimmmechanik durchsetzte, wollte man bei der Gitarre die hinterständigen Wirbel beibehalten. Hieraus wurde die doppelt geschlitzte Fenster-Kopfplatte der Konzertgitarre entwickelt, die mit ihren querstehenden Stellachsen gewissermaßen ein technisches Mittelding zwischen einem Fensterwirbelkasten und der Kopfplatte darstellt. Für moderne Gitarren mit Stahlsaiten, insbesondere die Westerngitarre, die E-Gitarre und den E-Bass, kehrte man hingegen zum ursprünglichen Prinzip der senkrecht durch die Platte gesteckten Stellachsen zurück, wodurch die Flügel aber nun seitenständig wurden.

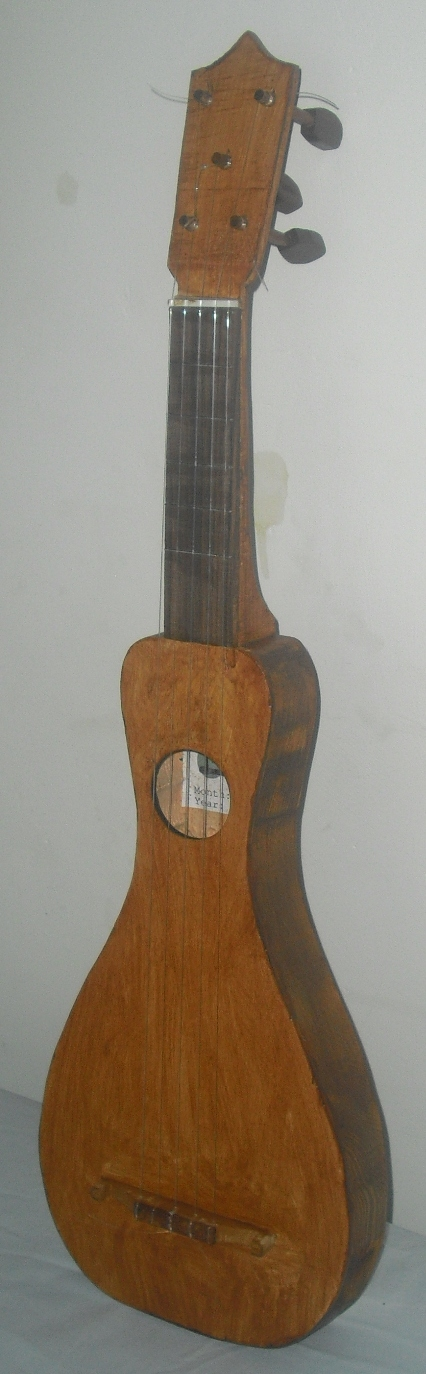
Viola de cocho mit Kopfplatte ohne Mechanik (Wirbel hinterständig)
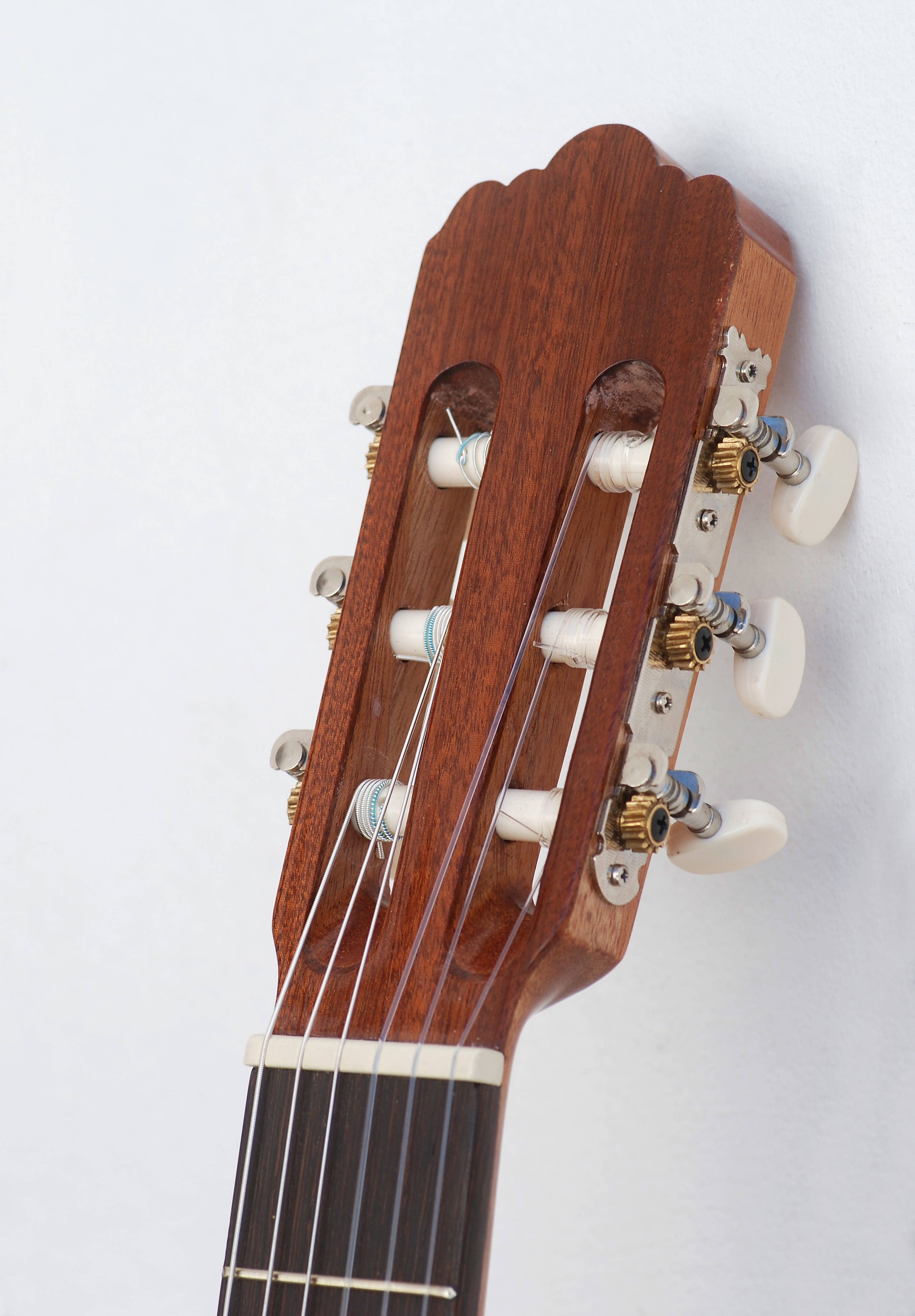
Kopfplatte einer Konzertgitarre (Wirbel hinterständig)
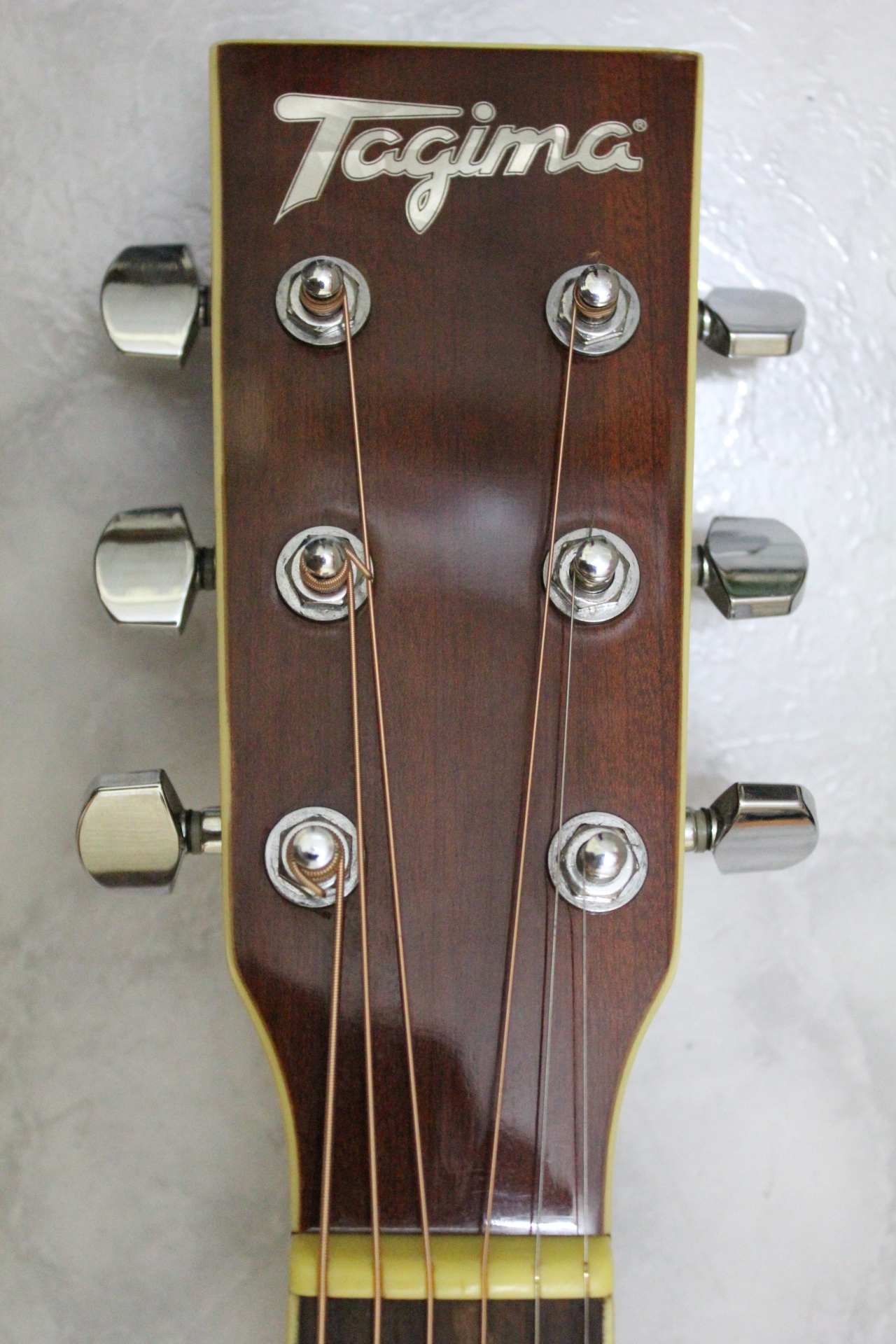
Kopfplatte einer Westerngitarre (Wirbel seitenständig)